# Liste des sites et monuments classés de la wilaya de Mila
Cet article présente une liste des sites et monuments classés de la wilaya de Mila, en Algérie.

## Liste
| Id    | Identification du bien            | Datation           | Commune           | Coordonnées    | Catégorie du classement                     | Mesures et date de protection | Date de publication au Journal Officiel | Illustration    |                       |
| ----- | --------------------------------- | ------------------ | ----------------- | -------------- | ------------------------------------------- | --- | --------------------------------------- | --------------- | --------------------- |
| 43-1  | Bains de Pompéianus               | Antique            | Oued Athmania     | à géolocaliser | Classé                                      | Classé parmi les sites et monuments historiques en (L.1900), Conformément à l'article 62 de l'ordonnance N° 67-281 du 20/12/1967                                                   | N° 07 du 23/01/1968                     | Image manquante | Télécharger une image |
| 43-2  | Djenane et Ksar de l'Agha         | Médiévale          | Ferdjioua         | à géolocaliser | Classé                                      | Inscrit sur l'inventaire général des biens culturels immobiliers par arrêté du 14/07/2007, après avis favorable de la commission nationale des biens culturels tenu le 12/10/2006. | N° 60 du 26/09/2007                     | Image manquante | Télécharger une image |
| 43-3  | Prison rouge                      | Contemporaine      | Ferdjioua         | à géolocaliser | Classé                                      | Inscrit sur l'inventaire général des biens culturels immobiliers par arrêté du 14/07/2007, après avis favorable de la commission nationale des biens culturels tenu le 12/10/2006. | N° 60 du 26/09/2007                     | Image manquante | Télécharger une image |
| 43-4  | Ruines de Milev                   | Antique            | Mila              | à géolocaliser | Classé                                      | Classé parmi les sites et monuments historiques en date du 23/04/1910, Conformément à l'article 62 de l'ordonnance N° 67-281 du 20/12/1967                                         | N° 07 du 23/01/1968                     | Image manquante | Télécharger une image |
| 43-5  | Bains Romains Beni Guecha         | Antique            | Yahia Beni Guecha | à géolocaliser | Inscription sur l'inventaire supplémentaire | Inscrit sur l'inventaire supplémentaire Arrêté signé par le wali N° 800 du 31/03/2013                                                                                              | Arrêté non pub au journal officiel      | Image manquante | Télécharger une image |
| 43-6  | Fontaine Romaine                  | Antique            | Mila              | à géolocaliser | Inscription sur l'inventaire supplémentaire | Inscrit sur l'inventaire supplémentaire Arrêté signé par le wali N° 596 du 01/04/2012                                                                                              | Arrêté non pub au journal officiel      | Image manquante | Télécharger une image |
| 43-7  | Mechta EL Baala                   | Antique            | Oued Athmania     | à géolocaliser | Inscription sur l'inventaire supplémentaire | Inscrit sur l'inventaire supplémentaire Arrêté signé par le wali N° 597 du 01/04/2012                                                                                              | Arrêté non pub au journal officiel      | Image manquante | Télécharger une image |
| 43-8  | Mosaïque Sidi Zerrouk             | Antique            | Rouached          | à géolocaliser | Inscription sur l'inventaire supplémentaire | Inscrit sur l'inventaire supplémentaire Arrêté signé par le wali N° 595 du 01/04/2012                                                                                              | Arrêté non pub au journal officiel      | Image manquante | Télécharger une image |
| 43-9  | Mur Byzantine                     | Antique            | Mila              | à géolocaliser | Inscription sur l'inventaire supplémentaire | Inscrit sur l'inventaire supplémentaire Arrêté signé par le wali N° 803 du 31/03/2013                                                                                              | Arrêté non pub au journal officiel      | Image manquante | Télécharger une image |
| 43-10 | Site archéologique Ain Kerma      | Antique            | Oued Khalouf      | à géolocaliser | Inscription sur l'inventaire supplémentaire | Inscrit sur l'inventaire supplémentaire Arrêté signé par le wali N° 801 du 31/03/2013                                                                                              | Arrêté non pub au journal officiel      | Image manquante | Télécharger une image |
| 43-11 | Site archéologique Boutekhmaten   | Antique            | El Mechira        | à géolocaliser | Inscription sur l'inventaire supplémentaire | Inscrit sur l'inventaire supplémentaire Arrêté signé par le wali N° 802 du 31/03/2013                                                                                              | Arrêté non pub au journal officiel      | Image manquante | Télécharger une image |
| 43-12 | Vieux Mila- Vieille ville de Mila | Période stratifiée | Mila              | à géolocaliser | Secteur sauvegardé                          | Créé et délimité en secteur sauvegardé par Décret Exécutif n° 09-404 du 29/11/2009, après avis favorable de la commission nationale des biens culturels tenu le 26/12/2007.        | N° 71 du 02/12/2009                     |                 | Télécharger une image |